# Корсун, Стефан Макарович
Стефан Макарович Корсун (1909—1984) — чабан, Герой Социалистического Труда (1949).

## Биография
Стефан Корсун родился 3 марта 1909 года в селе Большая Джалга (ныне — Ипатовский район Ставропольского края). С раннего возраста работал в деревне. В 1931—1933 годах проходил службу в Рабоче-крестьянской Красной Армии.
С 1933 года работал на конезавода имени Будённого в Сальском районе Ростовской области, начинал помощником чабана Антона Дедика. Активно участвовал в выведении новой породы тонкорунных овец — Сальских мериносов. Добился высоких показателей по получению шерсти и ягнят с каждой из закреплённых за ним овец.
Указом Президиума Верховного Совета СССР от 26 июля 1949 года Стефан Корсун был удостоен высокого звания Героя Социалистического Труда с вручением ордена Ленина и медали «Серп и Молот».
Умер 5 июля 1984 года, похоронен на кладбище посёлка Конезавод имени Будённого.
Был награждён двумя орденами Ленина и рядом медалей.